# 福山駐屯地
福山駐屯地（ふくやまちゅうとんち、JGSDF Camp Fukuyama）はかつて広島県深安郡大津野村、後に深安郡深安町（現在の広島県福山市鋼管町）に所在し、陸上自衛隊福山地区病院等が駐屯した陸上自衛隊の駐屯地。現在はJFEスチール西日本製鉄所福山地区の一部になっている。

## 沿革
逓信省
- 1943年：逓信省により民間水上機の搭乗員教育所として開設。

日本海軍
- 1944年6月1日：瀬戸内海を挟んで南向かいに位置する香川県詫間町（現在の三豊市）にあった詫間海軍航空隊の福山分遣隊となる。
- 1945年3月1日：福山海軍航空隊として分離独立。

アメリカ陸軍
- 1945年（昭和20年）
  - 11月1日：福山海軍航空隊跡地にアメリカ軍先遣隊10名到着。
  - 11月2日：福山海軍航空隊跡地にアメリカ陸軍第41師団第162歩兵連隊1個大隊ノートン大尉以下約1,000名進駐。GHQ大津野飛行場跡地の塩田化決定。

オーストラリア陸軍
- 1946年（昭和21年）3月23日：アメリカ陸軍に代わり、イギリス連邦占領軍オーストラリア陸軍第34旅団第65歩兵大隊マーサー中佐以下約400名進駐。

警察予備隊
- 1950年（昭和25年）
  - 10月12日：警察予備隊発足に伴い、警察予備隊大津野キャンプ（隊員約1,000名）開設。司令官はアメリカ陸軍J.S.モーリス中佐。
  - 11月4日：警察予備隊大津野訓練所入隊式挙行[1]。
  - 12月：モーリス中佐から大門駅に陸橋新設の陳情があった[2]。
- 1951年（昭和26年）：旧海軍航空隊時代の航空機格納庫の鉄骨を、日本専売公社岡山地方局倉敷葉煙草再乾燥場新営工事を請け負った建設省中国四国地方建設局へ払い下げ。新規鉄骨を使用すると予算不足を来す上、格納庫が駐屯地中央に位置するため、隊員の訓練上支障となっていたが、格納庫が構造的にも材料数量の上からも、上目的を達成することができた[3]。
  - 5月1日：警察予備隊第7連隊第2大隊が編成完結。
- 1952年（昭和27年）
  - 1月19日：第7連隊第2大隊が水島駐屯地に移駐。
  - 1月24日：警察予備隊第823救急病院が長崎県針尾駐屯地から移駐[4]。

保安隊
- 1952年（昭和27年）10月15日：保安隊隊第823救急病院に改称[4]。
- 1953年（昭和28年）9月1日：保安隊福山地区病院に改称[4]。

陸上自衛隊福山駐屯地
- 1954年（昭和29年）7月1日：自衛隊法施行令により、陸上自衛隊福山地区病院に改称[5]。
- 1955年（昭和30年）7月11日：陸上自衛隊福山地区病院の所在地を「広島県深安郡大津野村」から「広島県深安郡深安町」に改める[6]。
- 1962年（昭和37年）5月15日：陸上自衛隊福山地区病院の所在地を「広島県深安郡深安町」から「福山市」に改める[7]。
- 1966年（昭和41年）2月20日：日本鋼管福山製鉄所の進出に伴い、日本鋼管の負担で陸上自衛隊福山地区病院は兵庫県川西駐屯地に移駐し、陸上自衛隊阪神地区病院に改称[8]。閉庁式を行い駐屯地廃止。

JFEスチール西日本製鉄所福山地区（日本鋼管福山製鉄所）
- 1966年：日本鋼管福山製鉄所（現在のJFEスチール西日本製鉄所福山地区）が進出。基地跡地も敷地となる。

## 駐屯していた部隊等
- 第7連隊第2大隊：1951年（昭和26年）5月1日から1952年（昭和27年）1月19日の間。
- 第823救急病院：1952年（昭和27年）1月24日から1952年（昭和27年）8月31日の間。
- 福山地区病院：1952年（昭和27年）9月1日から1966年（昭和41年）2月20日の間。

## ギャラリー

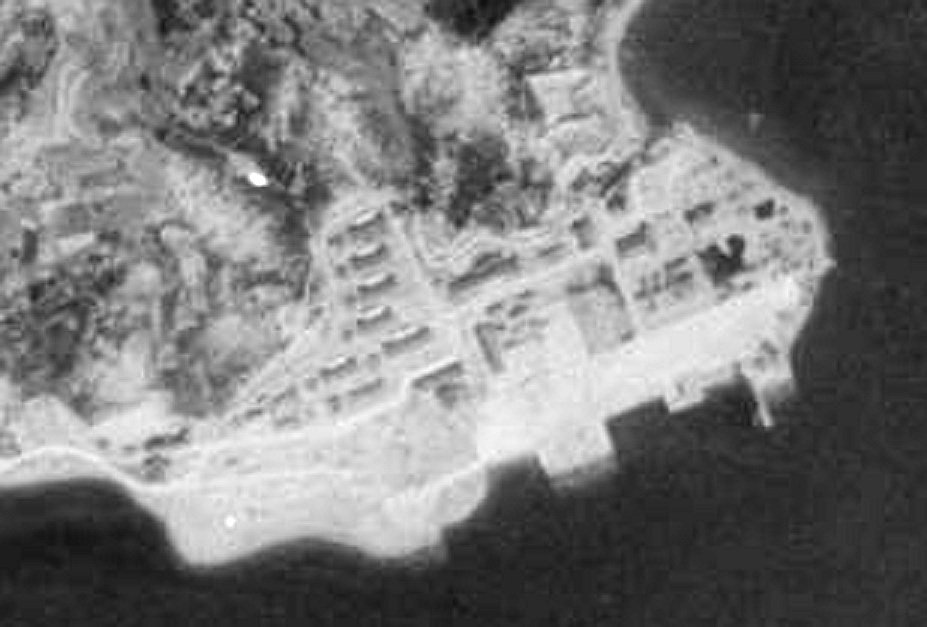
1948年4月12日 - 占領軍駐屯期
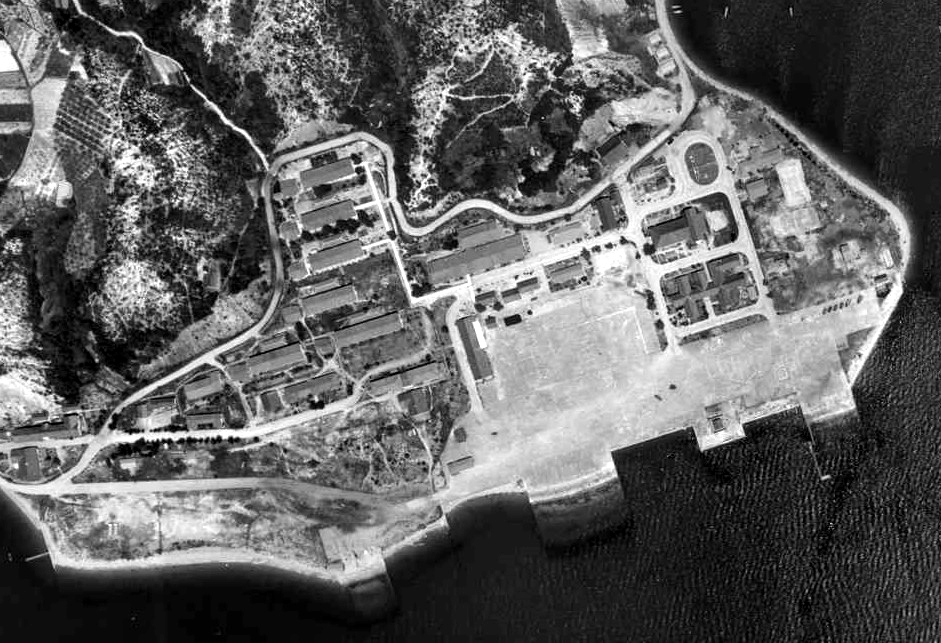
1961年5月6日 - 陸上自衛隊福山地区病院期
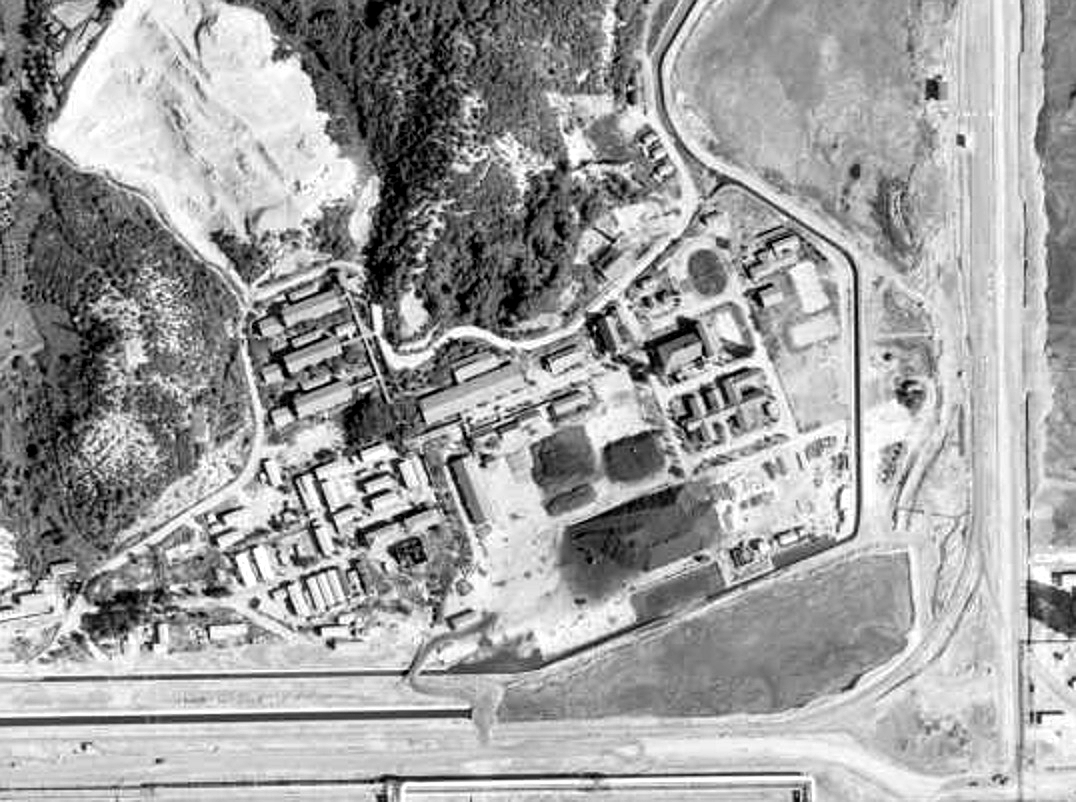
1966年9月14日 - 廃止後約7か月
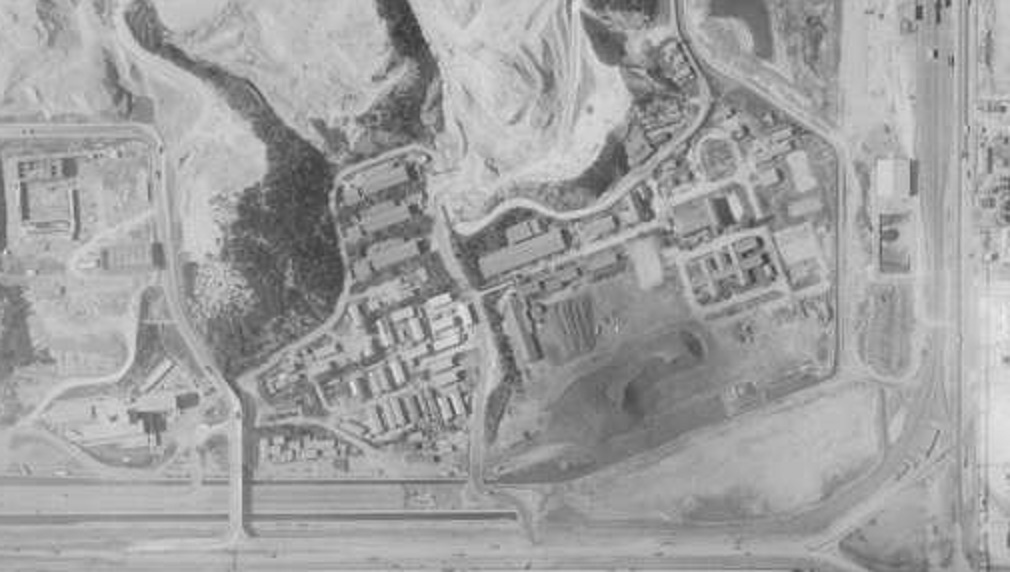
1969年4月28日 - 日本鋼管工事期
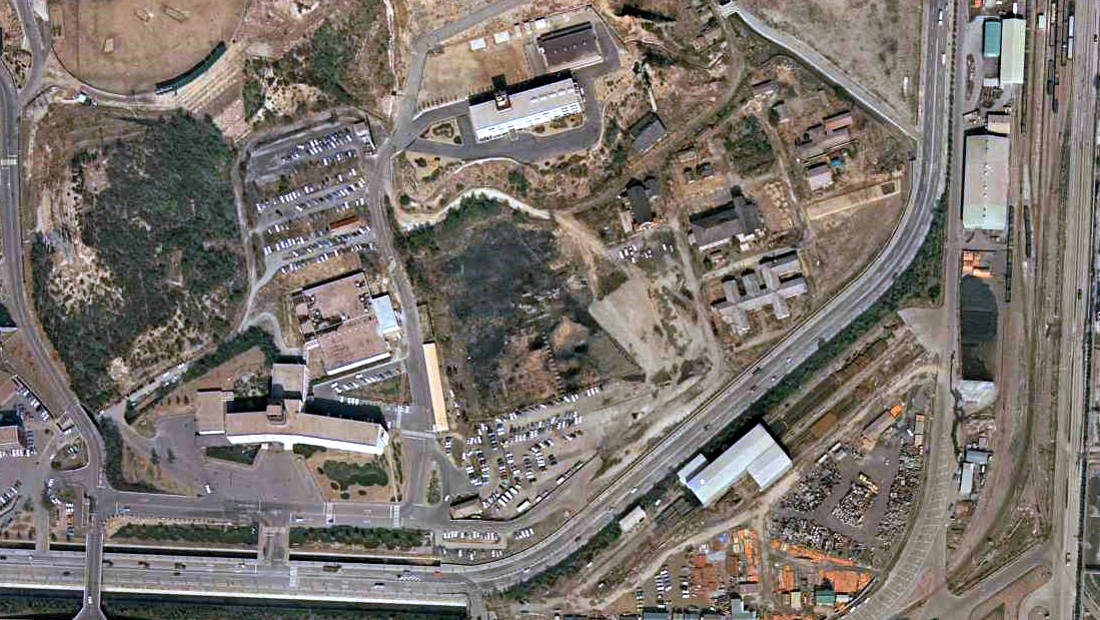
1975年2月24日 - 日本鋼管期
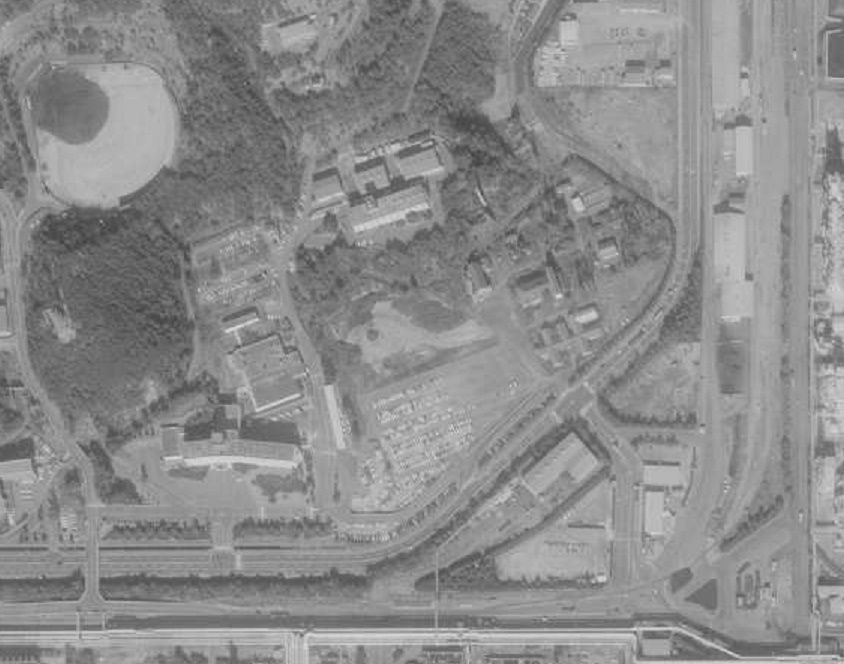
1986年12月17日 - 日本鋼管期
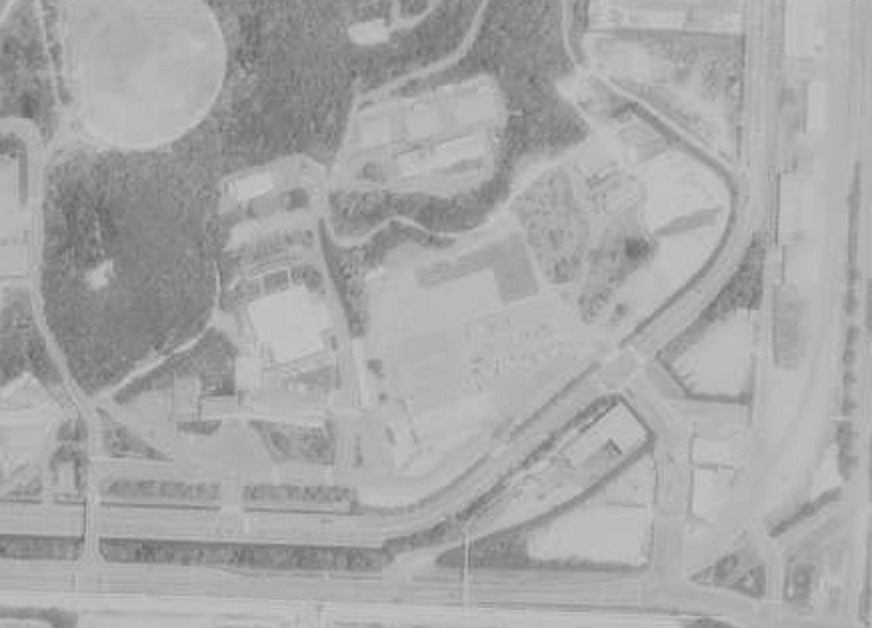
1994年5月7日 - 日本鋼管期
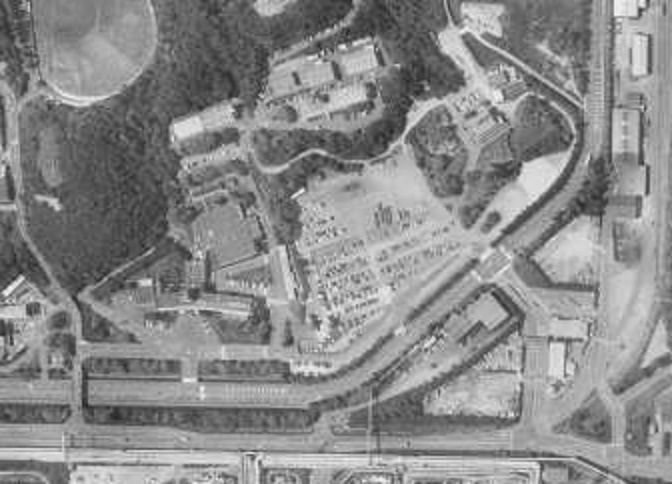
1998年4月30日 - 日本鋼管期
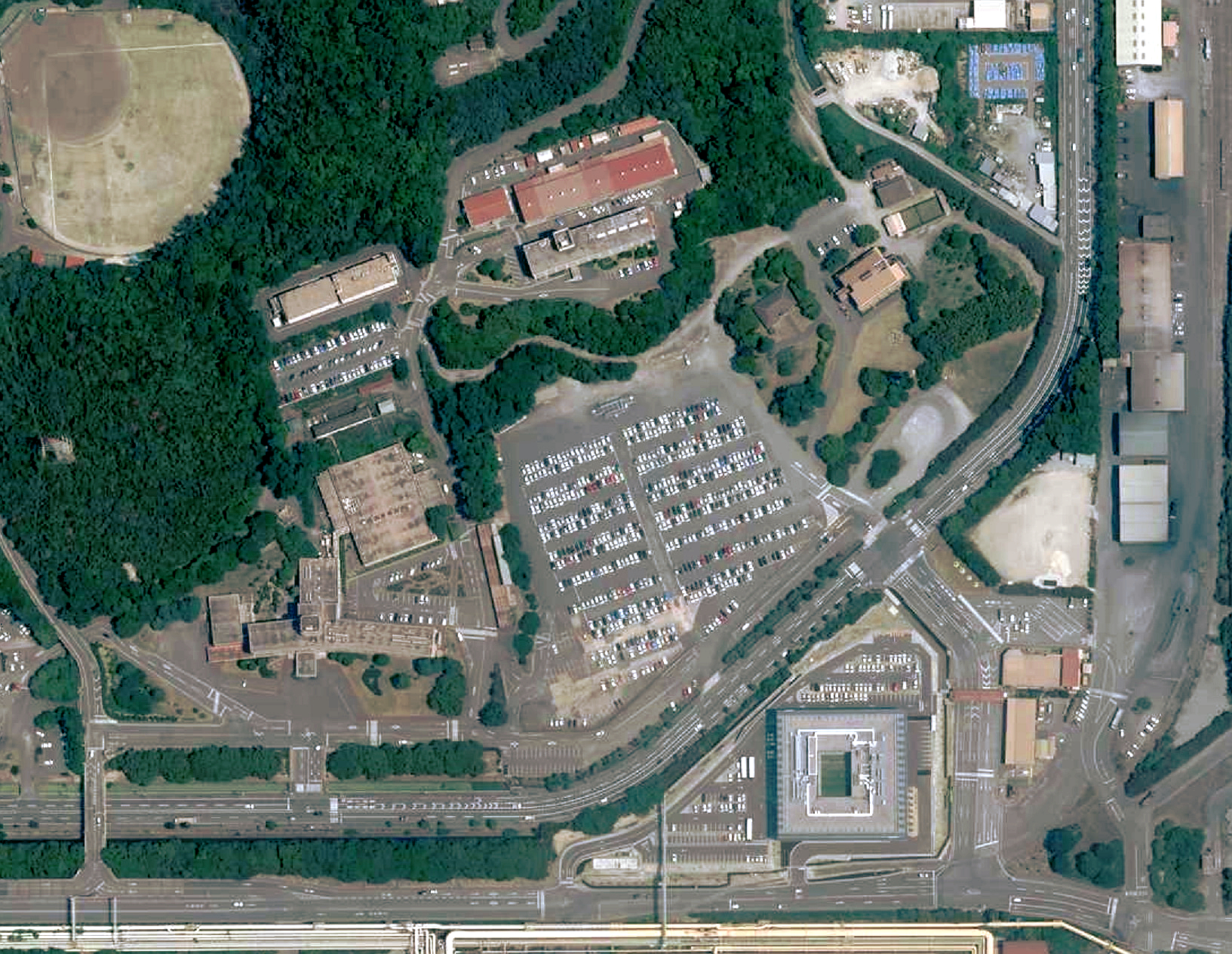
2013年6月7日 - JFE期

## その他
- 福山地区病院は主に結核患者の治療を目的としていた。
- 全国的にも珍しい海に面した駐屯地であった。
- 福山駐屯地の開設の際、隣接していた広島大学水畜産学部の土地を半分割譲させて開設したことや、当時の警察予備隊に対する世間の見方から、大学との境界線は「38度線」と呼ばれ、広島大学の学生と隊員との間で口論になることもあったという[9]。

## 現在の駐屯地跡および遺構
- 福山駐屯地は現在JFEスチールの所有地となっており、無断での立ち入りはできない。
- 毎年5月に行われるJFEフェスタの際には駐車場が開放されるため、立ち入ることは可能。
- 駐屯地時代の遺構はほとんどないため、往時の姿を偲ぶことはできない。
- 占領軍が使用していた教会の建物は自衛隊にも引き継がれ、1980から90年代頃まではJFEの教育施設や写真センターとして使用されていたが、取り壊され現在は駐車場の一部になっている。
- 宿舎や倉庫などの建物も1990年代前半ごろまで残っていたが、同様に取り壊され現在では新たな建物が建設されている。

## 最寄りの交通機関
- 高速道路 - 山陽自動車道福山東インターチェンジ
- 一般道路 - 国道2号・岡山県道・広島県道3号井原福山港線
- 鉄道 - JR西日本山陽本線東福山駅・大門駅
- バス - 中国バス鋼管町バス停